# Benjamin Boukpeti

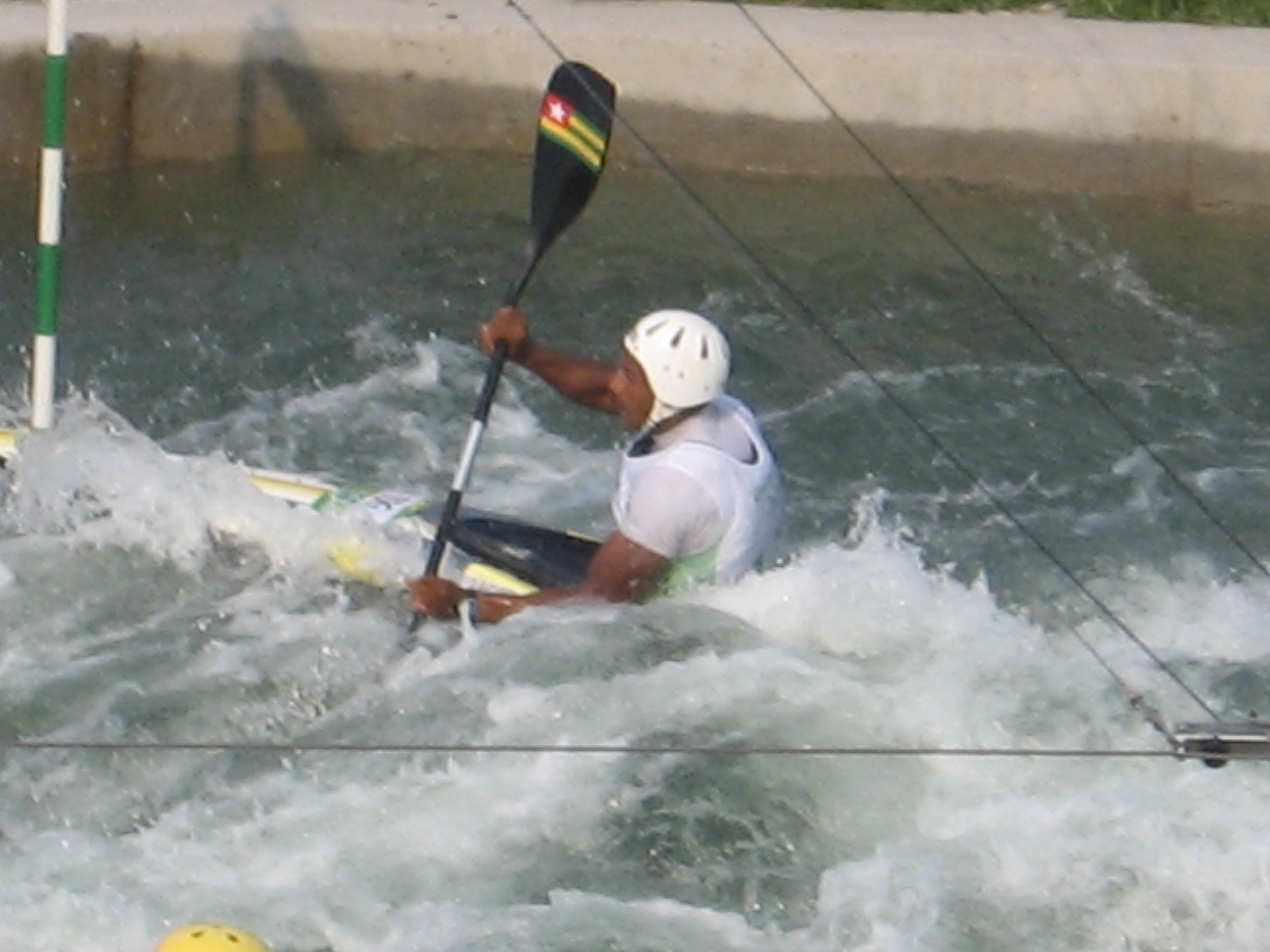
Benjamin Boukpeti bei seinem Lauf zur olympischen Bronzemedaille

Benjamin Kudjow Thomas Boukpeti (* 4. August 1981 in Lagny-sur-Marne) ist ein in Frankreich aufgewachsener Kanuslalomfahrer, der international für Togo startet. Er besitzt die Staatsbürgerschaft beider Länder.
Nach seinem Abitur, das er 2000 in seiner Geburtsstadt ablegte, nahm Benjamin Boukpeti ein Studium der Biologie an der Universität Paul Sabatier in Toulouse auf, das er 2005 mit der Licence abschloss. 2006 immatrikulierte er sich an der Höheren Handelsschule für das Fach Betriebswirtschaftslehre.
Mit dem Kanusport begann er im Alter von zehn Jahren. Nach Anfängen in Lagny, wo er sich allmählich auf die Disziplin Slalom spezialisierte, repräsentiert er seit 2000 den traditionsreichen Klub Canoë-Kayak Toulousain.
Benjamin Boukpeti startet im Kajak-Einer. Aufgrund der großen Konkurrenz in Frankreich entschloss er sich 2003, für das Herkunftsland seines Vaters, Togo, anzutreten. Boukpeti belegte bei den Olympischen Spielen in Athen den 18. Platz im Kajak-Einer, qualifizierte sich damit nicht für den Finaldurchgang. Die Weltmeisterschaften beendete er 2007 in Foz do Iguaçu als 22. Sein erfolgreichstes Jahr wurde 2008. Zunächst gewann Boukpeti in Kenia die Afrikameisterschaft. Anschließend erreichte er bei den Olympischen Sommerspielen 2008 in Peking den Finaldurchgang als Zeitbester des Halbfinales und gewann am Ende hinter Alexander Grimm und Fabien Lefèvre überraschend die Bronzemedaille. Aus Freude zerbrach er unmittelbar nach Überqueren der Ziellinie sein Paddel.
Boukpeti war der erste Gewinner einer olympischen Medaille für Togo überhaupt. Gleichzeitig errang er als erster Afrikaner bei Olympia eine Medaille im Kanusport. Boukpeti war einer von nur drei Startern Togos in Peking und trug während der Eröffnungszeremonie die Fahne seines Landes. Sein älterer Bruder Olivier, der ebenfalls seit seiner Jugend dem Kanusport nachgeht, jedoch für Frankreich startet, konnte sich für die Olympischen Spiele 2008 nicht qualifizieren.
Der 1,77 Meter große Boukpeti gehörte abermals dem Aufgebot der togoischen Mannschaft für die Olympischen Sommerspiele 2012 an. Beim dortigen olympischen Wettbewerb belegte der seit 2006 von Jean Jerome Perrin trainierte Sportler den 10. Rang.